# Shen Zhou
Advertiment: existeix un altre artista que també es diu Shen Zhou que va viure del 1848 al 1903.

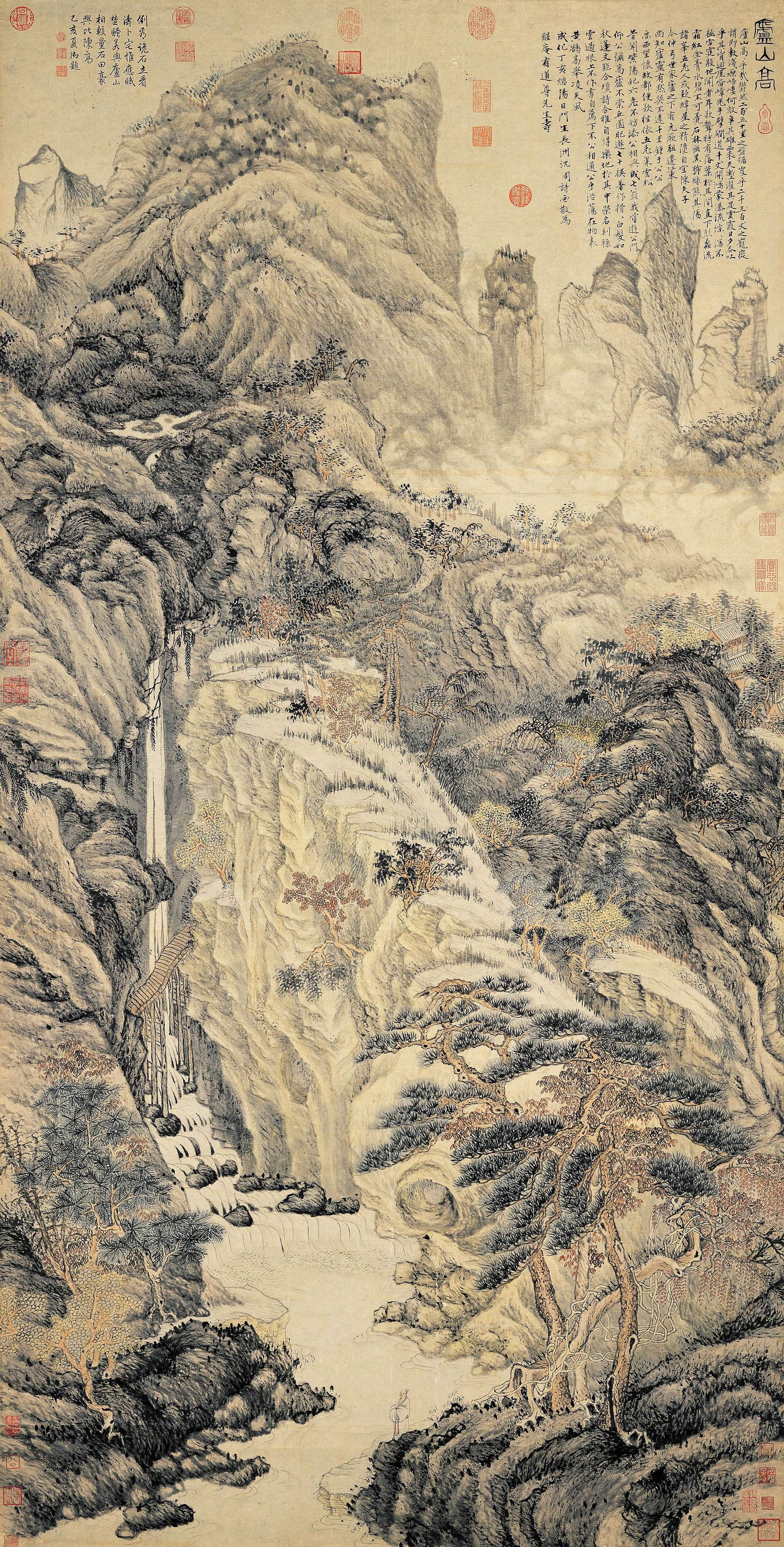
Muntanya elevada Lu de Shen Zhou

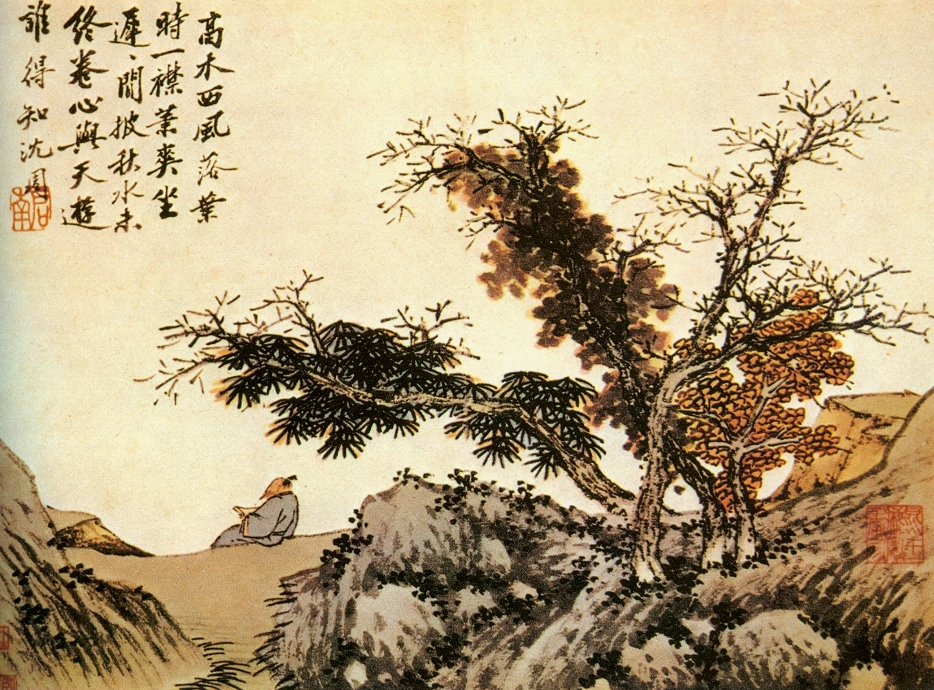
Vent de l'ouest als cims, 1487. Full d'àlbum, tinta sobre paper, 36,8 × 85,5 cm. Museu del Palau, Pequín

Shen Zhou (xinès tradicional: 瀋周, xinès simplificat: 沈周, pinyin: Shěn Zhōu) fou un pintor durant la dinastia Ming, nascut el 1427 a Changzhou (長洲), actualment Suzhou (蘇州), al sud de la província de Jiangsu i mort el 1509). La seva família era d'origen benestant. Com a cal·lígraf i pintor va tenir com a alumne Wen Zhengming
Relacionat amb el corrent artístic dels lletrats (wenren, 文人), la influència de la tradició és notable en l'inici de la seva obra però va anar evolucionant cap a un enfocament més innovador i individualista. Se'l considera un dels integrants del grup de pintors d'elit coneguts amb la denominació “Els Quatre Mestres Ming” (明四家) juntament amb Tang Yin (唐寅), Wen Zhengming (文徵明) i Qiu Ying (仇英). Fundador de la cèlebre Escola Wu.